# Івакін Гліб Юрійович
Гліб Ю́рійович Іва́кін  (30 січня 1947, Київ — 22 травня 2018, Київ) — український науковець-археолог, фахівець з історії й археології Русі та пізньосередньовічної України. Заступник директора Інституту археології НАН України. Член-кореспондент Національної академії наук України, доктор історичних наук (1997), лауреат Державної премії України в галузі науки і техніки.

## Біографія
Народився 30 січня 1947 року у Києві.
Закінчив історичний факультет КНУ ім. Т. Г. Шевченка. Від 1974 року працював в Інституті археології АН України (нині Інститут археології НАН України).
Брав участь у розкопках археологічних пам'яток Києва X—XVIII століття на Подолі, Печерську, у Старому Києві, Гончарах і Кожум'яках та в інших історичних місцях. Очолював архітектурно-археологічні дослідження під час відновлення Михайлівського Золотоверхого собору, Успенського собору Києво-Печерської лаври, церкви Успіння Пресвятої Богородиці Пирогощі.
Автор понад 200 друкованих праць (зокрема, низки популярних колективних видань з історії й археології України).
Вчений секретар Національного комітету України Всесвітньої спілки візантиністів, член Міжнародної унії археологів-славістів.
Помер 22 травня 2018 року. Похований на Байковому кладовищі (ділянка № 47а).

### Родина
Батько — письменник та літературознавець, доктор філологічних наук Юрій Івакін (1917—1983). Дід — науковець у галузях анатомії та гістології, педагог Олексій Івакін (1893—1942).

## Громадська діяльність
- Від 28 квітня 2011 року — член Ради з питань розвитку Національного культурно-мистецького та музейного комплексу «Мистецький арсенал»[1].
- Від 15 квітня 2013 року — член експертної ради Премії ім. Бориса Возницького.